# Acanthermia renicula
Acanthermia renicula là một loài bướm đêm trong họ Noctuidae.